# 4-я стрелковая дивизия внутренних войск НКВД
4-я стрелковая дивизия внутренних войск НКВД СССР — воинское соединение НКВД СССР в Великой Отечественной войне.

## История дивизии
Дивизия сформирована 28.09.1943 года по приказу НКВД СССР № 001585 от 28.09.1943 года в Краснодарском крае из войск Управления внутренних войск НКВД Северо-Кавказского военного округа. Дислокация штаба дивизии — Краснодар.
В действующей армии с 05.10.1943 года по 15.12.1943 года, с 14.04.1944 года по 30.06.1944 года, с 18.10.1944 года по 16.11.1944 года.
Дивизия выполняла задачи по охране войскового тыла Северо-Кавказского фронта, 1-го Прибалтийского, 2-го и 3-го Белорусских фронтов, линий ВЧ-связи, внутреннего правопорядка на освобождённых территориях, по борьбе с диверсионно-разведывательными группами противника, с бандитизмом на Северном Кавказе, в ликвидации в Литве польских подпольных националистических вооружённых отрядов Армии Крайовы, Национальных вооружённых сил, литовских подпольных националистических вооружённых отрядов Литовской свободной армии (другое название Литовская Армия Свободы — Lietuvos Laisvės Armija)
В январе — феврале 1944 года дивизия выполняла служебно-боевые задачи в Чечне, дислоцировалась: основными силами — в городе Грозный, 137-й стрелковый полк в станице Слепцовской. С 23 февраля по 20 марта 1944 года принимала участие в депортации чеченцев и ингушей из Чечено-Ингушской АССР в Казахстан.
После окончания депортации дивизия вернулась на старое место дислокации в Краснодар.
С 12 по 19 мая 1944 года 25-й, 40-й и 290-й стрелковые полки дивизии участвовали в депортации крымских татар.
12 августа 1944 года дивизия получила указание перебазироваться на территорию Литовской ССР. Дислокация штаба дивизии — Вильнюс.
Части и подразделения дивизии участвовали в 1944—1945 годах в 1764 операциях и имели 1413 боевых столкновений. В ходе них было убито и захвачено в плен 30596 членов Литовской Армии Свободы и Армии Крайовы.
С 24 декабря 1944 года по 7 января 1945 года 25-й стрелковый полк дивизии совместно со 136-м стрелковым полком внутренних войск НКВД и пограничным отрядом принял участие в уничтожении в районе озера Кернова Тракайского района Литовской ССР польского отряда Армии Крайовы под руководством «Комара».
После окончания Великой Отечественной войны дивизия располагалась в Вильнюсе.
9 апреля 1947 года 32-й стрелковый полк дивизии уничтожил штаб Жемайтийского округа Литовской Армии Свободы.
10 августа 1948 года 298-й стрелковый полк дивизии ликвидировал штаб округа «Таурас» Литовской Армии Свободы.
26 августа 1948 года 32-й стрелковый полк дивизии ликвидировал штаб бригады «Пяргале» жемайтийского округа Литовской Армии Свободы.
13 августа 1949 года 25-й стрелковый полк дивизии ликвидировал штаб округа «Присикелимо» Литовской Армии Свободы.
12 августа 1951 года переформирована в Прибалтийском военном округе в первый отдел внутренней охраны Министерства госбезопасности СССР..

## Состав
- 40-й стрелковый полк внутренних войск НКВД (до 12.08.1944 года)
- 137-й стрелковый полк внутренних войск НКВД (до 26.11.1949 года)
- 298-й стрелковый полк внутренних войск НКВД
- 290-й стрелковый Новороссийский полк внутренних войск НКВД (с января 1944 года по 12.08.1944 года)
- 25-й стрелковый полк внутренних войск НКВД (с 10.04.1944 года по 26.11.1949 года)
- 261-й стрелковый полк внутренних войск НКВД (с ноября 1944 года)
- 32-й стрелковый полк внутренних войск НКВД (с января 1946 года по 26.11.1949 года)
- 273-й стрелковый Гданьский полк внутренних войск НКВД (с января 1946 года по 26.11.1949 года)
- 353-й стрелковый полк внутренних войск НКВД (с сентября 1946 года)
- отдельная рота связи
- отдельная авторота подвоза
- отдельная мотострелковая рота внутренних войск НКВД
- полевая хлебопекарня
- ветеринарный лазарет
- полевая касса Госбанка
- отдельная сапёрная рота[4]
- 3881-я почтовая полевая станция[5]

## Подчинение
- С 10.10.1943 по март 1944 года — Главное управление внутренних войск НКВД СССР
- С марта 1944 года по 12.08.1944 года — Северо-Кавказский округ внутренних войск НКВД СССР
- С 13.08.1944 по декабрь 1944 года — Главное управление внутренних войск НКВД СССР
- С декабря 1944 года по 20.01.1947 года — Прибалтийский округ внутренних войск НКВД СССР
- С 21.01.1947 года по 05.05.1951 года — Внутренние войска Министерства госбезопасности СССР
- С 06.05.1941 года по 12.08.1951 года — внутренняя охрана Министерства госбезопасности СССР

## Командиры
- Ветров, Павел Михайлович, генерал-майор — (10.10.1943 — 1946)
- Панкин, Иван Сергеевич, генерал-майор — (1948—1950)
- Бабинцев, Иван Артемьевич[6], полковник — (1951 — 12.08.1951)